# Thomas Vonn
Thomas Vonn (New York, 3 dicembre 1975) è un ex sciatore alpino statunitense.

## Biografia
Originario di Newburgh e specialista di supergigante e slalom gigante, è stato marito di Lindsey Vonn, a sua volta sciatrice alpina di alto livello. 

### Stagioni 1995-2001
Vonn esordì in Nor-Am Cup il 18 novembre 1994 a Breckenridge in slalom speciale, senza qualificarsi per la seconda manche, e in Coppa Europa il 30 gennaio 1996 a Lenzerheide nella medesima specialità, classificandosi 41º.
Il 22 dicembre 1997 colse a Sunday River il suo primo podio in Nor-Am Cup (3º in slalom gigante) e il 25 ottobre 1998 a Sölden esordì in Coppa del Mondo, senza qualificarsi per la seconda manche dello slalom gigante in programma. Conquistò i primi punti nel circuito il 20 novembre seguente, classificandosi 27º nello slalom gigante di Park City, e il 1º gennaio 1999 vinse a Whiteface Mountain la sua prima gara di Nor-Am Cup, ancora uno slalom gigante. Nella stessa stagione debuttò anche ai Campionati mondiali: nella rassegna iridata di Vail/Beaver Creek 1999 tuttavia non completò lo slalom gigante, unica prova cui prese parte.

### Stagioni 2002-2005
Nel 2002 ottenne il suo unico podio di Coppa Europa in carriera (3º nello slalom gigante di Kranjska Gora dell'8 gennaio) e prese parte ai XIX Giochi olimpici invernali di Salt Lake City 2002 (sua unica presenza olimpica), classificandosi 9º nel supergigante e 19º nello slalom gigante.
Nella stagione 2002-2003 ottenne il suo miglior risultato in Coppa del Mondo, il 13º posto nel supergigante di Beaver Creek dell'8 dicembre, e partecipò ai suoi ultimi Mondiali, Sankt Mortiz 2003, senza completare il supergigante. Il 23 gennaio 2004 disputò a Kitzbühel la sua ultima gara di Coppa del Mondo, il supergigante nel quale si classificò al 49º posto, e il 9 marzo successivo ottenne nello slalom gigante di Mont-Tremblant il suo ultimo successo, nonché ultimo podio, in Nor-Am Cup. Continuò a gareggiare nei circuiti continentali nordamericano ed europeo e in competizioni minori (gare FIS, Campionati nazionali) fino al definitivo ritiro, avvenuto nel marzo del 2005.

## Palmarès

### Coppa del Mondo
- Miglior piazzamento in classifica generale: 102º nel 2002

### Coppa Europa
- Miglior piazzamento in classifica generale: 59º nel 2002
- 1 podio:
  - 1 terzo posto

### Nor-Am Cup
- Miglior piazzamento in classifica generale: 3º nel 1999 e nel 2001
- Vincitore della classifica di slalom gigante nel 1999 e nel 2000
- 17 podi (dati dalla stagione 1994-1995):
  - 11 vittorie
  - 3 secondi posti
  - 3 terzi posti

#### Nor-Am Cup - vittorie
| Data            | Località           | Paese       | Specialità |
| --------------- | ------------------ | ----------- | ---------- |
| 1º gennaio 1999 | Whiteface Mountain | Stati Uniti | GS         |
| 2 gennaio 1999  | Whiteface Mountain | Stati Uniti | GS         |
| 29 marzo 1999   | Mount Norquay      | Canada      | GS         |
| 5 gennaio 2000  | Hunter Mountain    | Stati Uniti | GS         |
| 17 marzo 2000   | Rossland           | Canada      | GS         |
| 17 marzo 2000   | Rossland           | Canada      | GS         |
| 19 marzo 2000   | Rossland           | Canada      | GS         |
| 4 dicembre 2000 | Beaver Creek       | Stati Uniti | SG         |
| 6 dicembre 2000 | Beaver Creek       | Stati Uniti | GS         |
| 4 marzo 2001    | Whistler           | Canada      | SG         |
| 9 marzo 2004    | Mont-Tremblant     | Canada      | GS         |

Legenda:

SG = supergigante

GS = slalom gigante

### Campionati statunitensi
- 2 medaglie[2]:
  - 1 oro (slalom gigante nel 2002)
  - 1 argento (slalom gigante nel 1999)